# Leninovo mauzoleum
Leninovo mauzoleum je mauzoleum věnované prvnímu komunistickému vůdci SSSR Vladimíru Iljiči Leninovi. Nachází se na Rudém náměstí u Kremelské zdi.

## Vznik a vývoj
Po Leninově smrti 21. ledna 1924 si údajně mnoho lidí z celého SSSR přálo, aby jeho tělo bylo zachováno pro budoucí generace. Jeden z předních ruských patologů Alexej Ivanovič Abrikosov tělo druhý den nabalzamoval, aby vydrželo v původním stavu až do doby Leninova pohřbu. 23. ledna v noci byl Alexej Ščusev pověřen do tří dnů navrhnout a postavit hrobku, ve které se budou moci s Leninem lidé rozloučit. 26. ledna padlo rozhodnutí o umístění hrobky na Rudé náměstí, do 27. ledna 1924 u kremelské zdi vzniklo dřevěné prozatímní mauzoleum.
Během měsíce a půl otevřenou rakev zhlédlo 100 000 lidí. V roce 1929 se začala stavět současná budova, na níž byl použit mramor, žula, porfyr a labradorit, dokončena byla o rok později. Během let 1924–1972 navštívilo muzeum 10 milionů lidí. V roce 1973 byl vyměněn původní sarkofág za nový. U muzea stála také čestná stráž, a to až do roku 1993. Muzeum se stalo symbolem komunismu v SSSR a později i turistickou atrakcí nového Ruska.
V 50. letech byl vedle Lenina vystaven i Stalin. V době destalinizace však bylo jeho tělo roku 1961 odstraněno a pochováno u kremelské zdi.
Mnoho lidí zpochybňuje autenticitu těla, protože některé jeho části vypadají, jako by byly uměle vyrobené (z vosku). Je teoreticky možné, že postupem času musely být poškozené části vyměněny. Takové spekulace však sovětská i ruská vláda vždy odmítaly.

## Galerie

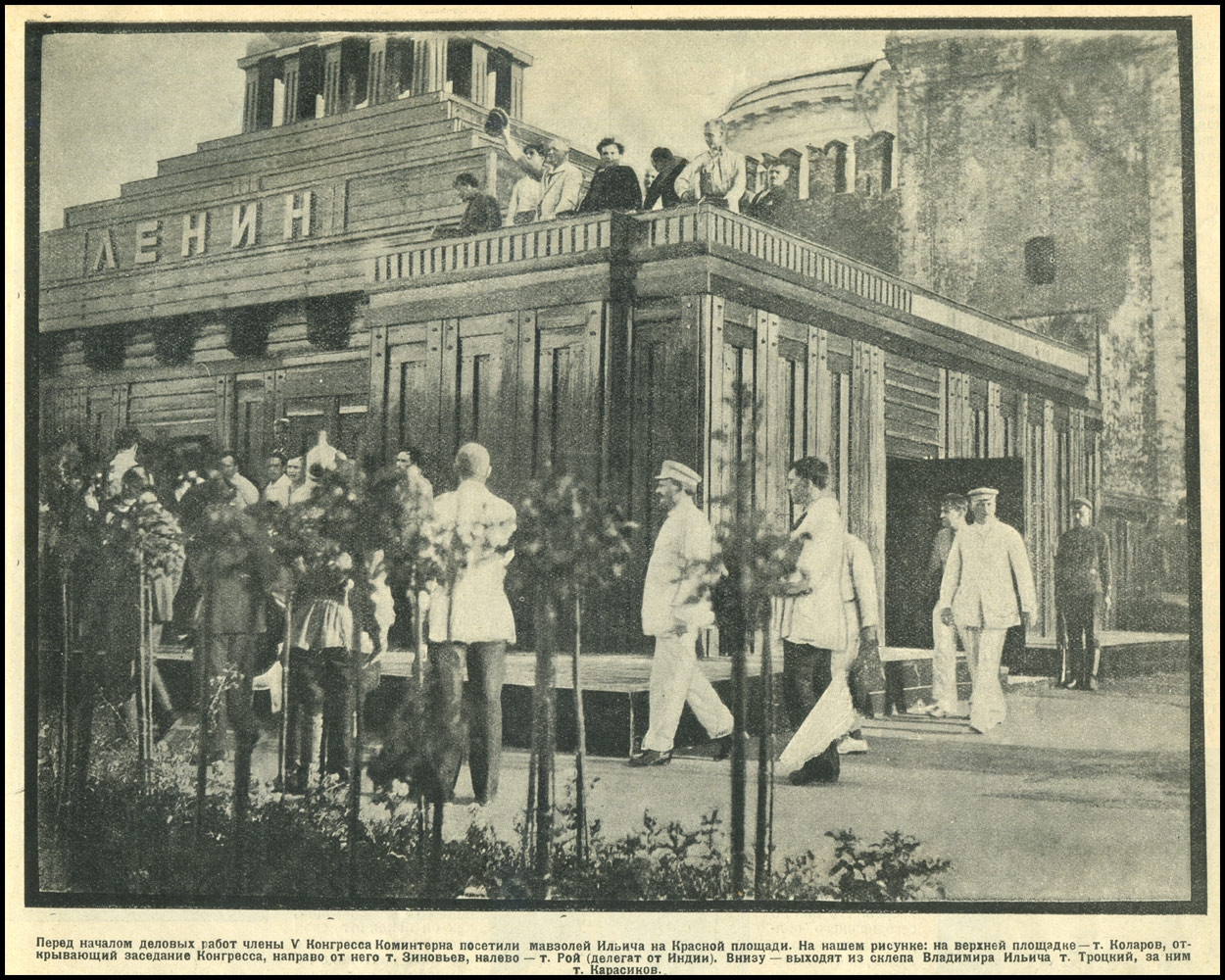
Provizorní mauzoleum v roce 1924
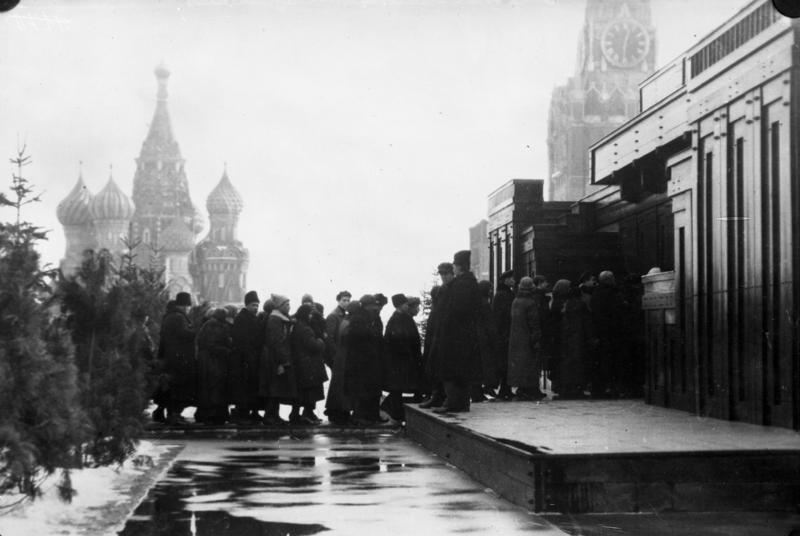
Mauzoleum v roce 1925
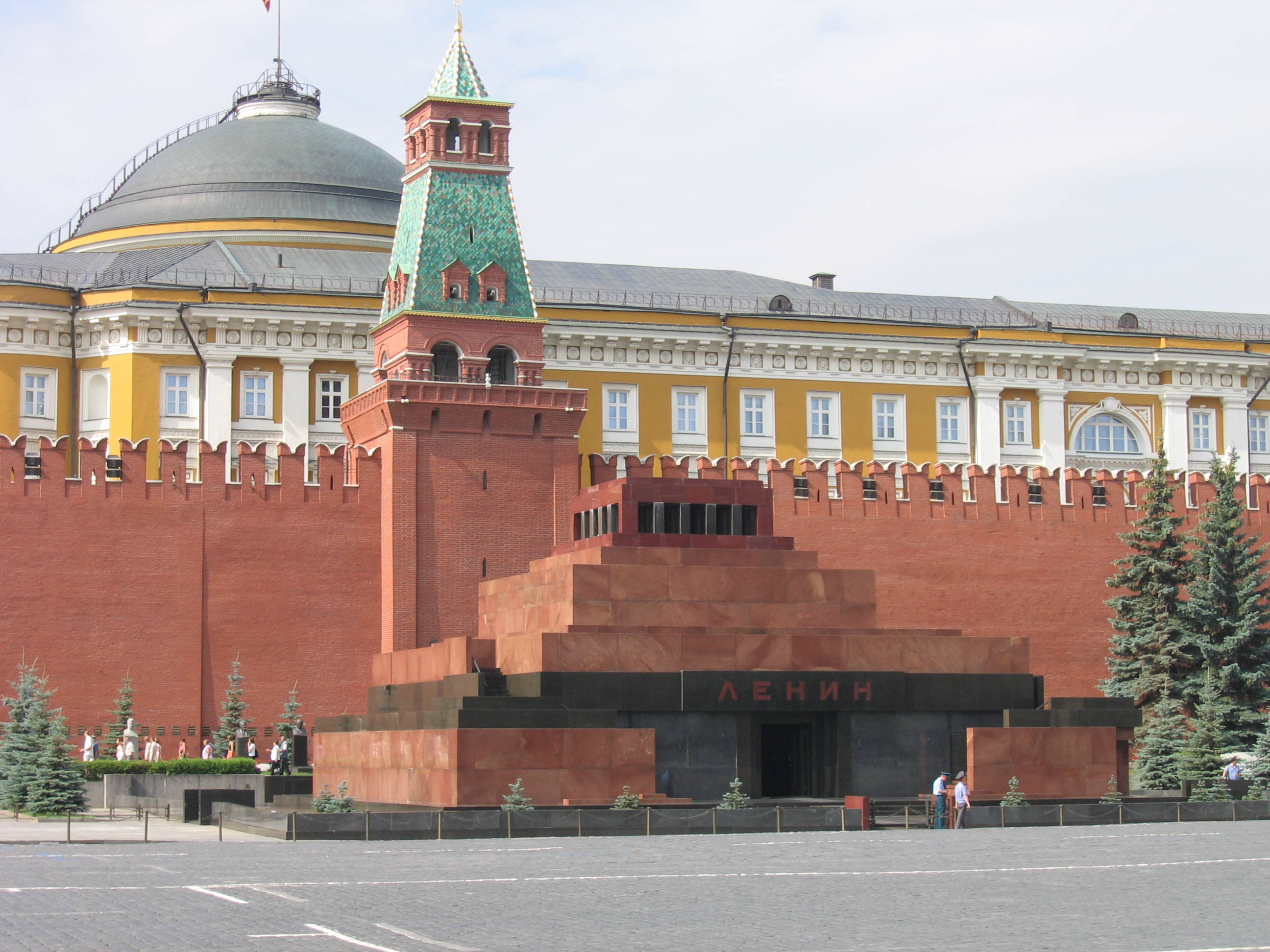
Mauzoleum v roce 2006